# Distretto di Tábor
Il distretto di Tábor (in ceco okres Tábor) è un distretto della Repubblica Ceca nella regione della Boemia Meridionale. Il capoluogo di distretto è la città di Tábor.

## Geografia antropica
Il distretto conta 110 comuni:

### Città
- Bechyně
- Chýnov
- Jistebnice
- Mladá Vožice
- Planá nad Lužnicí
- Sezimovo Ústí
- Soběslav
- Tábor
- Veselí nad Lužnicí

### Comuni mercato
- Borotín
- Malšice
- Stádlec

### Comuni
- Balkova Lhota
- Bečice
- Běleč
- Borkovice
- Bradáčov
- Březnice
- Budislav
- Chotěmice
- Chotoviny
- Choustník
- Chrbonín
- Černýšovice
- Dírná
- Dlouhá Lhota
- Dobronice u Bechyně
- Dolní Hořice
- Dolní Hrachovice
- Drahov
- Dražice
- Dražičky
- Dráchov
- Drhovice
- Haškovcova Lhota
- Hlasivo
- Hlavatce
- Hodětín
- Hodonice
- Jedlany
- Katov
- Klenovice
- Komárov
- Košice
- Košín
- Krátošice
- Krtov
- Libějice
- Lom
- Mažice
- Meziříčí
- Mezná
- Mlýny
- Myslkovice
- Nadějkov
- Nasavrky
- Nemyšl
- Nová Ves u Chýnova
- Nová Ves u Mladé Vožice
- Oldřichov
- Opařany
- Pohnánec
- Pohnání
- Pojbuky
- Přehořov
- Psárov
- Radenín
- Radětice
- Radimovice u Tábora
- Radimovice u Želče
- Radkov
- Rataje
- Ratibořské Hory
- Rodná
- Roudná
- Řemíčov
- Řepeč
- Řípec
- Sedlečko u Soběslavě
- Skalice
- Skopytce
- Skrýchov u Malšic
- Slapsko
- Slapy
- Smilovy Hory
- Sudoměřice u Bechyně
- Sudoměřice u Tábora
- Sviny
- Svrabov
- Šebířov
- Třebějice
- Tučapy
- Turovec
- Ústrašice
- Val
- Vesce
- Vilice
- Vlastiboř
- Vlčeves
- Vlkov
- Vodice
- Zadní Střítež
- Záhoří
- Zálší
- Zhoř u Mladé Vožice
- Zhoř u Tábora
- Zlukov
- Zvěrotice
- Želeč
- Žíšov